# Tropidosteptes brooksi
Tropidosteptes brooksi är en insektsart som beskrevs av Kelton 1978. Tropidosteptes brooksi ingår i släktet Tropidosteptes och familjen ängsskinnbaggar. Inga underarter finns listade i Catalogue of Life.